# Akim Oda
Akim Oda è una città del Ghana, situata nella Regione Orientale.